# 金钟花
金钟花（学名：Forsythia viridissima）为木犀科连翘属下的一个种。

## 扩展阅读
- 維基物種上的相關：金钟花